# محمدعلی علی‌زاده
محمدعلی علی‌زاده (زاده ۱۳۴۴ ولسوالی جاغوری ولایت غزنی) سیاستمدار افغانستان و نماینده مردم ولایت غزنی در دوره شانزدهم مجلس نمایندگان است. وی در مجلس شانزدهم نمایندگان افغانستان عضو کمیسیون تفتیش مرکزی و نظارت بر اجرای قانون می‌باشد.

## زندگی‌نامه
محمدعلی علی‌زاده زاده ۱۳۴۴ از ولسوالی جاغوری ولایت غزنی می‌باشد. ایشان تحصیلات ابتدایی خود را در لیسه عبدالغفار جاغوری در سال ۱۳۷۱ تکمیل کرد و تحصیلات دینی خود را در ایران ادامه داد و توانست در رشته حقوق از دانشگاه پیام نور در ایران فارغ‌التحصیل شود.

## دیگر فعالیت‌ها
دیگر فعالیت‌های ایشان:
- عضو لویه جرگه اضطراری.
- سردبیر هفته‌نامه راه همبستگی.
- عضو تدویر مجتمع عمومی ایجاد اتحادیه ژورنالیستان آزاد افغانستان.
- معاون اول حزب وحدت اسلامی مردم افغانستان.